# Olympische Sommerspiele 2024/Leichtathletik – Hochsprung (Frauen)
Der Hochsprungwettkampf der Frauen bei den Olympischen Spielen 2024 in Paris fand am 2. und 4. August 2024 im Stade de France statt.
Im Finale sicherte sich Jaroslawa Mahutschich aus der Ukraine die Goldmedaille mit einer erzielten Höhe von 2,00 m. Die Silbermedaille gewann die Australierin Nicola Olyslagers, die ebenfalls 2,00 m meisterte. Mit Iryna Heraschtschenko und Eleanor Patterson gab es zwei Gewinnerinnen der Bronzemedaille.

## Rekorde

### Bestehende Rekorde
| Weltrekord         | Jaroslawa Mahutschich ( Ukraine) | 2,10 m | Paris, Frankreich             | 7. Juli 2024    |
| Olympischer Rekord | Jelena Slessarenko ( Russland)   | 2,06 m | Finale OS Athen, Griechenland | 28. August 2004 |

Der bestehende olympische Rekord wurde bei diesen Spielen nicht erreicht.

### Rekordegalisierungen/-verbesserungen
Bei diesen Spielen wurde ein Nationaler Rekord egalisiert:
- 1,92 m (Egalisierung) –  Valdiléia Martins

## Legende
| –  | verzichtet               |
| o  | übersprungen             |
| x  | ungültig                 |
| NM | Kein Ergebnis            |
| AR | Regionalrekord           |
| PB | Persönliche Bestleistung |
| SB | Saisonrekord             |
| q  | fürs Finale qualifiziert |

## Ergebnisse

### Qualifikation
2. August 2024, 10:15 Uhr (MEZ)
Die Athletinnen traten zu einer Qualifikationsrunde in zwei Gruppen an. Um das Finale zu erreichen musste entweder die Qualifikationsnorm von 1,97 m übersprungen werden oder die Athletin musste sich unter den besten 12 Athletinnen befinden.
| Rang | Gruppe             | Athletin              | Nation             | 1,83 m | 1,88 m | 1,92 m | 1,95 m | 1,97 m | Höhe   | Anm.   |
| ---- | ------------------ | --------------------- | ------------------ | ------ | ------ | ------ | ------ | ------ | ------ | ------ |
| 1    | A                  | Jaroslawa Mahutschich | Ukraine            | –      | –      | o      | o      | r      | 1,95 m | q      |
| 1    | B                  | Nicola Olyslagers     | Australien         | –      | o      | o      | o      | r      | 1,95 m | q      |
| 3    | A                  | Eleanor Patterson     | Australien         | –      | o      | xo     | o      | r      | 1,95 m | =SB    |
| 4    | B                  | Iryna Heraschtschenko | Ukraine            | o      | o      | xo     | xo     | r      | 1,95 m | q, =SB |
| 5    | B                  | Safina Saʼdullayeva   | Usbekistan         | o      | o      | o      | xxo    | r      | 1,95 m | q, SB  |
| 6    | A                  | Christina Honsel      | Deutschland        | o      | xo     | xo     | xxo    | r      | 1,95 m | =SB    |
| 7    | A                  | Elena Kulichenko      | Zypern             | o      | xo     | o      | xxx    |        | 1,92 m | q      |
| 8    | B                  | Tatiana Gousin        | Griechenland       | o      | o      | xo     | xxx    |        | 1,92 m | q      |
| 8    | B                  | Nawal Meniker         | Frankreich         | o      | o      | xo     | xxx    |        | 1,92 m | q      |
| 8    | B                  | Buse Savaşkan         | Türkei             | o      | o      | xo     | xxx    |        | 1,92 m | q, =PB |
| 11   | A                  | Valdiléia Martins     | Brasilien          | o      | xo     | xo     | xxr    |        | 1,92 m | =NR    |
| 12   | B                  | Vashti Cunningham     | Vereinigte Staaten | o      | xxo    | xxo    | xxx    |        | 1,92 m | q      |
| 12   | A                  | Angelina Topić        | Serbien            | –      | xxo    | xxo    | xxx    |        | 1,92 m | q      |
| 14   | B                  | Imke Onnen            | Deutschland        | xo     | xxo    | xxo    | xxx    |        | 1,92 m |        |
| 15   | A                  | Rachel Glenn          | Vereinigte Staaten | o      | o      | xxx    |        |        | 1,88 m |        |
| 15   | A                  | Michaela Hrubá        | Tschechien         | o      | o      | xxx    |        |        | 1,88 m |        |
| 15   | A                  | Morgan Lake           | Großbritannien     | o      | o      | xxx    |        |        | 1,88 m |        |
| 15   | B                  | Airinė Palšytė        | Litauen            | o      | o      | xxx    |        |        | 1,88 m |        |
| 19   | B                  | Temitope Adeshina     | Nigeria            | o      | xo     | xxx    |        |        | 1,88 m |        |
| 19   | A                  | Mirela Demirewa       | Bulgarien          | o      | xo     | xxx    |        |        | 1,88 m |        |
| 19   | A                  | Solène Gicquel        | Frankreich         | o      | xo     | xxx    |        |        | 1,88 m |        |
| 19   | A                  | Jelisaweta Matwejewa  | Kasachstan         | o      | xo     | xxx    |        |        | 1,88 m |        |
| 19   | A                  | Daniela Stanciu       | Rumänien           | o      | xo     | xxx    |        |        | 1,88 m | SB     |
| 24   | B                  | Lamara Distin         | Jamaika            | xo     | xo     | xxx    |        |        | 1,88 m |        |
| 25   | A                  | Rose Yeboah           | Ghana              | xo     | xxo    | xxx    |        |        | 1,88 m |        |
| 26   | B                  | Elisabeth Pihela      | Estland            | o      | xxx    |        |        |        | 1,83 m |        |
| 26   | B                  | Lia Apostolovski      | Slowenien          | o      | xxx    |        |        |        | 1,83 m |        |
| 28   | B                  | Nadeschda Dubowizkaja | Kasachstan         | xo     | xxx    |        |        |        | 1,83 m |        |
| 28   | B                  | Ella Junnila          | Finnland           | xo     | xxx    |        |        |        | 1,83 m |        |
| 28   | A                  | Maria Żodzik          | Polen              | xo     | xxx    |        |        |        | 1,83 m |        |
|      | A                  | Panagiota Dosi        | Griechenland       | xxx    |        |        |        |        | NM     |        |
| B    | Julija Lewtschenko | Ukraine               | xxx                |        |        |        |        | NM     |        |        |

### Finale

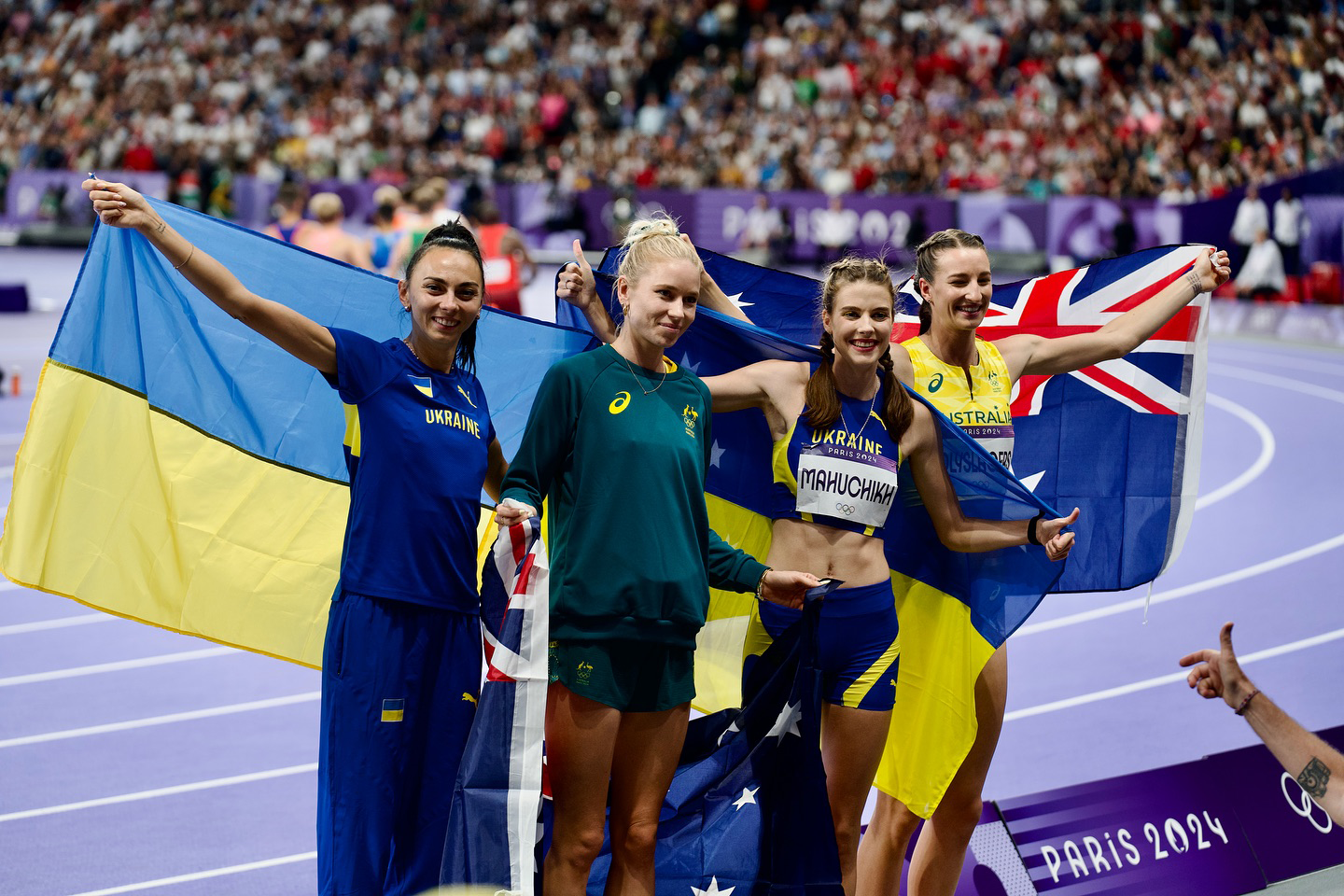
Die Medaillengewinnerinnen: Heraschtschenko, Patterson, Mahutschich und Olyslagers (von links)

4. August 2024, 19:50 Uhr Ortszeit (MEZ)
| Rang | Athletin              | Nation             | 1,86 m | 1,91 m | 1,95 m | 1,98 m | 2,00 m | 2,02 m | 2,04 m | Höhe   | Anm. |
| ---- | --------------------- | ------------------ | ------ | ------ | ------ | ------ | ------ | ------ | ------ | ------ | ---- |
| 1    | Jaroslawa Mahutschich | Ukraine            | –      | o      | o      | o      | o      | xx-    | x      | 2,00 m |      |
| 2    | Nicola Olyslagers     | Australien         | –      | o      | o      | o      | xxo    | xxx    |        | 2,00 m |      |
| 3    | Iryna Heraschtschenko | Ukraine            | o      | o      | o      | xxx    |        |        |        | 1,95 m | =SB  |
| 3    | Eleanor Patterson     | Australien         | o      | o      | o      | xxx    |        |        |        | 1,95 m | =SB  |
| 5    | Vashti Cunningham     | Vereinigte Staaten | o      | xo     | o      | xxx    |        |        |        | 1,95 m |      |
| 6    | Christina Honsel      | Deutschland        | xo     | o      | xo     | xxx    |        |        |        | 1,95 m | =SB  |
| 7    | Elena Kulichenko      | Zypern             | o      | xo     | xxo    | xxx    |        |        |        | 1,95 m |      |
| 7    | Safina Saʼdullayeva   | Usbekistan         | o      | xo     | xxo    | xxx    |        |        |        | 1,95 m | =SB  |
| 9    | Tatiana Gousin        | Griechenland       | o      | xxx    |        |        |        |        |        | 1,86 m |      |
| 10   | Buse Savaşkan         | Türkei             | xo     | xxx    |        |        |        |        |        | 1,86 m |      |
| 11   | Nawal Meniker         | Frankreich         | xxo    | xxx    |        |        |        |        |        | 1,86 m |      |
|      | Valdiléia Martins     | Brasilien          | r      |        |        |        |        |        |        | NM     |      |
|      | Angelina Topić        | Serbien            |        |        |        |        |        |        |        | DNS    |      |